# لی‌چس
لی‌چس (انگلیسی: Lichess) یک نرم‌افزار آزاد و متن‌باز سرور اینترنتی شطرنج که توسط یک سازمان غیرانتفاعی به همین نام اداره می‌شود. اگر چه ممکن است بازیکنان برای داشتن رتبه و امتیاز، حساب کاربری ایجاد کنند، هر کسی می‌تواند به صورت ناشناس نیز بازی را انجام دهد. لی‌چس فاقد تبلیغات است و امکانات به صورت رایگان در دسترس هستند. بودجه این سایت با کمک‌های مالی تأمین می‌شود. در این برنامه می‌توانیم با هرکس که بخواهیم به‌طور آنلاین شطرنج بازی کنیم یا اینکه آفلاین با کامپیوتر بازی کنیم.